# Selkäsaaret (ö i Finland, Lappland, Rovaniemi, lat 66,18, long 26,89)
Selkäsaaret är en ö i Finland. Den ligger i sjön Simojärvi och i kommunen Ranua i den ekonomiska regionen  Rovaniemi ekonomiska region  och landskapet Lappland, i den norra delen av landet, 700 km norr om huvudstaden Helsingfors. Öns area är 1,7 hektar och dess största längd är 300 meter i öst-västlig riktning.  Notera att namnet antyder att det är fråga om flera öar.